# باشگاه بسکتبال نانجینگ کینگز
باشگاه بسکتبال نانجینگ کینگز یک تیم بسکتبال حرفه ای چینی مستقر در نانجینگ ، جیانگسو است که در بخش جنوبی انجمن بسکتبال چین حضور دارد. 